# Gustavo Aubanel Vallejo
Gustavo Aubanel Vallejo (Guadalajara, Jalisco; 23 de julio de 1901 - Tijuana, Baja California; 9 de diciembre de 1987) fue un médico y político mexicano, miembro del Partido Revolucionario Institucional. Fue gobernador de Baja California de 1964 a 1965.

## Biografía
Gustavo Aubanel nació el 23 de julio de 1901 en Guadalajara, Jalisco. Sus padres fueron José Aubanel y Mercedes Vallejo. Después de realizar sus estudios en esa ciudad, egresó en 1927 de la carrera de médico cirujano y partero en la Facultad de Medicina de la Universidad de Guadalajara. Ejerció por un tiempo en esa región y después pasó a Acaponeta, Nayarit y la Ciudad de México.
A instancias del general Agustín Olachea, entonces gobernador y comandante militar del Territorio Norte de Baja California, se trasladó a Tijuana en 1931. La invitación era para que laborara en el campo de la medicina, debido a la notable carencia de servicios médicos públicos en la ciudad fronteriza y por ello fue nombrado director del Hospital Civil y Militar de Tijuana, cargo que tuvo durante varios años. En 1932 y 1943 fue socio fundador de la Asociación Médica de Tijuana y en 1950 del Colegio de Médicos Cirujanos de Tijuana. 
El exsenador Guilebaldo Silva Cota recordó aquellos tiempos difíciles donde estaban preocupados por la carencia de derechos políticos, debido a que no podían tener sus leyes y escoger a sus gobernantes. En aquel entonces dijo que presentó su tesis como estudiante de Derecho la cual se centraba en la necesidad de hacer Estado a Baja California, misma que sirvió de apoyo al Doctor Aubanel Vallejo para empujar el proyecto y finalmente se hiciera realidad.

## Trayectoria política
En el ámbito de política regional, Aubanel Vallejo fue un importante elemento del Partido Revolucionario Institucional.
Durante los años cuarenta y principios de los cincuenta, fue uno de los bajacalifornianos que pugnaron por convertir el Territorio Norte en Estado 29 de la federación, lo cual ocurrió en 1952. En esa época presidió el Comité Pro Estado de Baja California.
Posteriormente, fue el primer presidente municipal de Tijuana, de 1954 a 1956, para luego ocupar el cargo de diputado federal por el II Distrito, de 1961 a 1964, y posteriormente de 1967 a 1970, y senador de la República de 1970 a 1976.
En 1964, fue nombrado como tercer gobernador de Baja California en calidad de sustituto tras el fallecimiento de Eligio Esquivel Méndez.